# Dave Harold
David « Dave » Harold est un joueur anglais de snooker professionnel de 1991 à 2015 et né le 9 décembre 1966 à Stoke-on-Trent. Sa carrière est principalement marquée par une victoire en tournoi de classement à l'Open d'Asie en 1993.

## Carrière
Passé professionnel en 1991, Dave Harold se révèle deux ans plus tard en remportant l'Open d'Asie qui restera son unique titre de classement en carrière. Quelques semaines après, Harold est demi-finaliste à l'Open d'Écosse et intègre le top 50 mondial. Deux ans après, il rejoint la finale du Grand Prix en dominant notamment Stephen Hendry. Il est toutefois battu par John Higgins (9-6) qui remporte alors son premier titre de carrière. Demi-finaliste à l'Open de Grande-Bretagne et à l'Open du pays de Galles en 1996, il culmine au 11e rang mondial, son meilleur classement en carrière et se maintient dans le top 20 pendant huit saisons.
En 2008, alors redescendu au 28e rang du classement international, il se hisse en finale du trophée d'Irlande du Nord, après des victoires contre Stephen Maguire (tenant du titre) et John Higgins (no 5 mondial). Il retrouve donc Ronnie O'Sullivan, contre qui il reste sur neuf échecs consécutifs. Harold déclare vouloir enfin dominer son cadet, résultat qu'il juge plus important qu'une nouvelle victoire en tournoi. Il est finalement balayé sur le score de 9-3, s'inclinant ainsi pour la dixième fois contre O'Sullivan. Cette performance lui permet de se propulser à la 14e place du classement provisoire, mais ses résultats de fin de saison bien trop moyens le font terminer 19e.
Après cette finale, les résultats de Harold commencent à se dégrader. Après la saison 2009-2010, il recule de plus de dix places au classement, avant de sortir du top 32 en 2012. Après la saison 2014-2015, il prend sa retraite à cause de problèmes de vue.

## Palmarès
| Légende | Catégorie                      | Titres                         | Finales                        |
|         | Tournois classés               | 1                              | 2                              |
|         | Tournois non classés           | 1                              | 1                              |
|         | Tournois pro-am                | 3                              | 3                              |
| Gras    | Tournois de la triple couronne | Tournois de la triple couronne | Tournois de la triple couronne |

### Titres
| Saison    | Nom du tournoi                      | Lieu       | Finaliste     | Score | Tableau |
| 1992-1993 | Open d'Asie                         | Bangkok    | Darren Morgan | 9-3   | Tableau |
| 1993-1994 | Championnat de Merseyside           | Merseyside | Tony Rampello | 5-3   |         |
| 2006-2007 | Open Pontins pro-am (épreuve 6)     | Prestatyn  | Ryan Day      | 4-1   | [ 6 ]   |
| 2007-2008 | Open Pontins pro-am (épreuve 6) (2) | Prestatyn  | Judd Trump    | 4-3   | [ 7 ]   |
| 2007-2008 | Open de Suisse                      | Zofingue   | Ken Doherty   | 5-0   | [ 8 ]   |

### Finales perdues
| Saison    | Nom du tournoi                   | Lieu      | Finaliste         | Score | Tableau |
| 1994-1995 | Grand Prix                       | Derby     | John Higgins      | 6-9   | Tableau |
| 1998-1999 | Championnat Benson & Hedges      | Wembley   | David Gray        | 6-9   |         |
| 2005-2006 | Tournoi Pontins pro-am (automne) | Prestatyn | Joe Swail         | 3-5   | [ 9 ]   |
| 2005-2006 | Open Pontins pro-am (épreuve 5)  | Prestatyn | Ben Woollaston    | 1-4   | [ 10 ]  |
| 2006-2007 | Open de Suisse                   | Zofingue  | Matthew Couch     | 3-4   | [ 11 ]  |
| 2008-2009 | Trophée d'Irlande du Nord        | Belfast   | Ronnie O'Sullivan | 3-9   | Tableau |